# Кубичек, Петр
Петр Кубичек (чеш. Petr Kubíček; 30 апреля 1957, Нимбурк) — чешский гребец-каноист, выступал за сборную Чехословакии в начале 1980-х годов. Бронзовый призёр чемпионата мира, участник летних Олимпийских игр в Москве, победитель многих регат национального и международного значения. Также в течение нескольких лет представлял Германию в марафонской гребле.

## Биография
Петр Кубичек родился 30 апреля 1957 года в городе Нимбурке Среднечешского края. Активно заниматься греблей начал в раннем детстве, проходил подготовку в местной спортивной секции.
Первого серьёзного успеха на взрослом международном уровне добился в 1980 году, когда попал в основной состав чехословацкой национальной сборной и благодаря череде удачных выступлений удостоился права защищать честь страны на летних Олимпийских играх в Москве. Вместе со своим напарником Иржи Врдловецом участвовал здесь в гонках двоек на дистанциях 500 и 1000 метров, в обоих случаях сумел пробиться в финальную стадию, но в решающих заездах дважды финишировал пятым.
После московской Олимпиады остался в основном составе гребной команды Чехословакии и продолжил принимать участие в крупнейших международных регатах. Так, в 1981 году он побывал на чемпионате мира в английском Ноттингеме, откуда привёз награду бронзового достоинства, выигранную с тем же Врдловецом в двойках на десяти тысячах метрах — лучше финишировали экипажи из Венгрии и Румынии.
Впоследствии Кубичек перешёл из спринтерской гребли на каноэ в марафонскую, причём представлял в этих дисциплинах сборную Германии. В частности 2000 году в составе немецкой сборной он выступил на марафонском чемпионате мира по гребле в канадском Дартмуте, где стал бронзовым призёром в зачёте двухместных каноэ, уступив только экипажам из Венгрии и Канады.